# Michael G. Müller

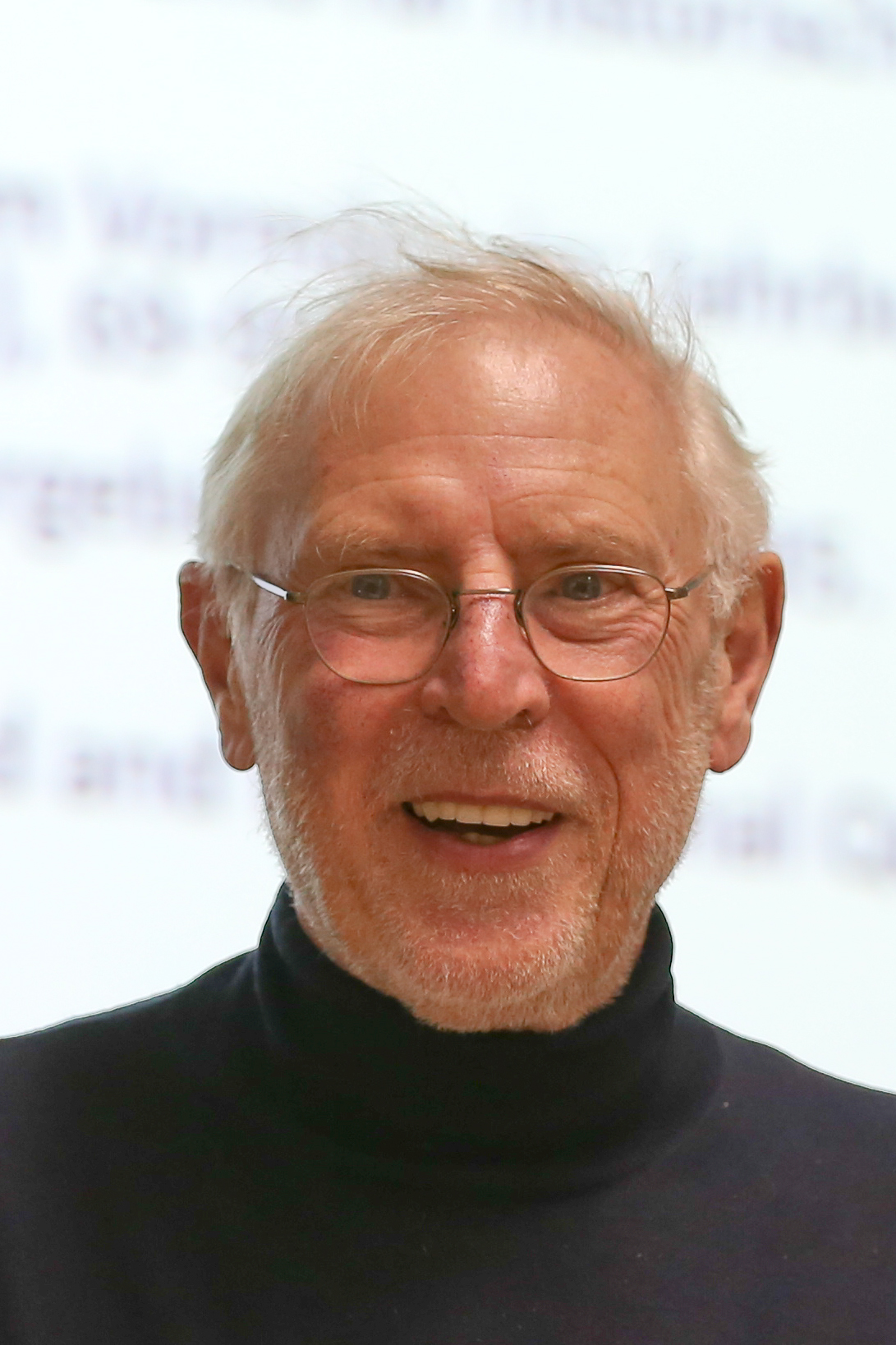
Michael G. Müller (2016)

Michael G. Müller (* 1950 in Frankfurt am Main) ist ein deutscher Historiker und Professor an der Martin-Luther-Universität Halle-Wittenberg.

## Leben
Michael G. Müller studierte Geschichte und Slawistik an der Johann Wolfgang Goethe-Universität Frankfurt am Main und erhielt 1974 sein Staatsexamen für Lehramt an Gymnasien. 1977 promovierte er für Osteuropäische Geschichte. 1974 bis 1990 arbeitete Müller als wissenschaftlicher Mitarbeiter an den Universitäten von Frankfurt und Gießen und war bei der Historischen Kommission zu Berlin tätig. Anschließend war er bis 1992 Forschungsstipendiat der Deutschen Forschungsgemeinschaft bzw. Inhaber des Immanuel-Kant-Habilitationsstipendiums. Daraufhin hatte er bis 1996 die Professur für Geschichte Ostmitteleuropas am Europäischen Hochschulinstitut Florenz inne. 1993 habilitierte er sich für Neuere und Osteuropäische Geschichte an der Freien Universität Berlin. Seit 1996 war Michael G. Müller Professor für Osteuropäische Geschichte an der Martin-Luther-Universität Halle-Wittenberg.

## Werk
Zu den Arbeitsgebieten von Müller zählen die politische und die Verfassungsgeschichte Polens sowie Russlands vom 16. bis zum 19. Jahrhundert, die Ostdeutsche Landesgeschichte und die Geschichte der deutsch-polnischen Beziehungen, und vergleichende Gesellschaftsgeschichte Ostmitteleuropas in der Neuzeit.
Michael G. Müller ist Mitherausgeber der Zeitschriften Jahrbücher für Geschichte Osteuropas und Berliner Jahrbuch für Osteuropäische Geschichte. Von 1998 bis 2011 war er Mitherausgeber der Zeitschrift für Ostmitteleuropa-Forschung. Außerdem gehört er dem Präsidium der Deutsch-Polnischen Schulbuchkommission der Historiker an.

## Ehrungen
Im Jahr 2012 wurde ihm die Ehrendoktorwürde der Universität Warschau verliehen.

## Schriften (Auswahl)

### Monografien
- Polen zwischen Preußen und Rußland. Souveränitätskrise und Reformpolitik, 1736–1752 (= Einzelveröffentlichungen der Historischen Kommission zu Berlin, Bd. 40), Berlin 1983, ISBN 3-7678-0603-7.
- Die Teilungen Polens 1772, 1793, 1795. München 1984, ISBN 3-406-30277-7.
- Zweite Reformation und städtische Autonomie im Königlichen Preußen. Danzig, Elbing und Thorn in der Epoche der Konfessionalisierung. Berlin 1997, ISBN 3-05-003215-4.
- Eine kleine Geschichte Polen, gemeinsam mit Rudolf Jaworski und Christian Lübke, Frankfurt am Main 2000, ISBN 3-518-12179-0.
- Rozbiory Polski. Historia Polski i Europy XVIII. [Die Teilungen Polens und die polnische und europäische Geschichte im 18. Jahrhundert]. Poznań 2005, ISBN 83-7063-455-9.

### Herausgeberschaften
- Gesellschaft und Staat in Polen. Historische Aspekte der polnischen Krise. Mit Hans Henning Hahn, Berlin 1988, ISBN 3-87061-348-3.
- Preußen – Deutschland – Polen. Aufsätze zur Geschichte der deutsch-polnischen Beziehungen. Mit Wolfram Fischer, Klaus Zernack, Berlin 1991, ISBN 3-428-07124-7.
- Elitenwandel und Modernisierung in Osteuropa (= Berliner Jahrbuch für Osteuropäische Geschichte, Jg. 1995, Band 2), Berlin 1995, ISBN 3-05-002734-7.
- Osteuropäische Geschichte in vergleichender Sicht. [Festschrift für Klaus Zernack zum 65. Geburtstag]. Mit Fikret Adanir und Martin Schulze Wessel (= Berliner Jahrbuch für Osteuropäische Geschichte, Jg. 1996, Band 1), Berlin 1996, ISBN 3-05-002969-2.
- Die Nationalisierung von Grenzen. Zur Konstruktion nationaler Identität in sprachlich gemischten Grenzregionen. Mit Rolf Petri, Marburg 2002, ISBN 3-87969-301-3.